# Tunahan Cicek
Tunahan Cicek (sinh ngày 12 tháng 5 năm 1992 ở Arbon) là một cầu thủ bóng đá người Thụy Sĩ hiện tại thi đấu cho FC Vaduz ở vị trí tiền vệ. Cicek là người gốc Thổ Nhĩ Kỳ.